# Associazione Sportiva Ambrosiana-Inter 1933-1934
Questa voce raccoglie le informazioni riguardanti l'Associazione Sportiva Ambrosiana-Inter nelle competizioni ufficiali della stagione 1933-1934.

## Stagione

Il portiere Carlo Ceresoli, risultato il miglior estremo difensore del campionato: la positiva stagione tra le file nerazzurre gli valse l'approdo in Nazionale.

Il 10 settembre 1933, all'apertura del campionato, i nerazzurri colsero a scapito del Casale la più ampia affermazione della loro storia in Serie A col punteggio di 9-0: le vicende del torneo opposero la Beneamata ad una Juventus storicamente inquadrabile, da parte sua, nel pieno del «quinquennio d'oro». Conquistata la vetta della classifica sin dall'autunno, la formazione interista — già impostasi nel derby meneghino — piegò i torinesi a Milano, archiviando la fase d'andata con 5 punti di margine sulla rivale.
Mancato l'allungo decisivo nella tornata finale per via delle battute d'arresto con Napoli e Livorno, l'Ambrosiana-Inter subì alla quartultima giornata un fatale sorpasso dai piemontesi: la Vecchia Signora incamerò dunque il quarto scudetto consecutivo, con 4 lunghezze sui lombardi. Nel giugno 1934, dopo la Coppa del mondo vinta dall'Italia — affermazione cui l'Ambrosiana-Inter contribuì con la presenza di Allemandi, Demaría e Meazza — la compagine milanese disputò la Coppa dell'Europa Centrale venendo eliminata al primo turno.

## Rosa
| N. |                      | Ruolo | Calciatore          |
| -- | -------------------- | ----- | ------------------- |
|    | Italia (bandiera)    | P     | Carlo Ceresoli      |
|    | Italia (bandiera)    | D     | Giuseppe Ballerio   |
|    | Italia (bandiera)    | D     | Luigi Allemandi     |
|    | Italia (bandiera)    | D     | Paolo Agosteo       |
|    | Italia (bandiera)    | C     | Armando Castellazzi |
|    | Italia (bandiera)    | C     | Renato De Manzano   |
|    | Argentina (bandiera) | C     | Atilio Demaría      |
|    | Uruguay (bandiera)   | C     | Ricardo Faccio      |
|    | Italia (bandiera)    | C     | Alfredo Mazzoni     |

| N. |                    | Ruolo | Calciatore               |
| -- | ------------------ | ----- | ------------------------ |
|    | Italia (bandiera)  | C     | Alfredo Pitto            |
|    | Italia (bandiera)  | C     | Pietro Serantoni         |
|    | Italia (bandiera)  | C     | Giuseppe Viani           |
|    | Italia (bandiera)  | A     | Giuseppe Meazza          |
|    | Uruguay (bandiera) | A     | Francesco Frione II      |
|    | Italia (bandiera)  | A     | Virgilio Felice Levratto |
|    | Italia (bandiera)  | A     | Natale Masera            |
|    | Italia (bandiera)  | A     | Eligio Vecchi            |
|    | Italia (bandiera)  | A     | Vittorio Rovelli         |

## Risultati

### Serie A

#### Girone di andata
| Arbitro: | Moretti (Genova) |

|                                                                                        |           |  |
| Meazza 3’, 34’, 44’ Demaría 9’, 17’, 39’ De Marchi 24’ (aut.) Serantoni 56’ Frione 89’ | Marcatori |  |

| Vercelli 17 settembre 1933 2ª giornata | Pro Vercelli    | 0 – 0 | Ambrosiana-Inter | Stadio Leonida Robbiano\| Arbitro: \| Scotto (Savona) \| |
| Arbitro:                               | Scotto (Savona) |       |                  |                                                          |

| Arbitro: | Mazza (Casale M.) |

|                |           |           |
| Meazza 8’, 11’ | Marcatori | 19’ Vojak |

| Arbitro: | Bologna (Bologna) |

|             |           |                    |
| Bettini 61’ | Marcatori | 10’, 42’ Serantoni |

| Arbitro: | Bonivento (Venezia) |

|                                                    |           |           |
| Serantoni 3’ Frione 18’ Meazza 75’ Castellazzi 85’ | Marcatori | 79’ Notti |

| Trieste 15 ottobre 1933 6ª giornata | Triestina      | 0 – 0 | Ambrosiana-Inter | Stadio del Littorio\| Arbitro: \| Dattilo (Roma) \| |
| Arbitro:                            | Dattilo (Roma) |       |                  |                                                     |

| Arbitro: | Turbiani (Ferrara) |

|                |           |                          |
| Busoni 6’, 13’ | Marcatori | 30’ Meazza 87’ Serantoni |

| Arbitro: | Mattea (Torino) |

|                           |           |  |
| Meazza 56’, 82’ Pitto 65’ | Marcatori |  |

| Arbitro: | Ciamberlini (Genova) |

|             |           |                           |
| Pastore 21’ | Marcatori | 12’, 47’, 62’, 76’ Meazza |

| Arbitro: | Dattilo (Roma) |

|                                    |           |                        |
| Meazza 49’ Frione 60’ Levratto 84’ | Marcatori | 50’ Borel 65’ Varglien |

| Arbitro: | Mattea (Torino) |

|  |           |            |
|  | Marcatori | 75’ Frione |

| Arbitro: | Mastellari (Bologna) |

|                        |           |                                  |
| Meazza 7’ Levratto 15’ | Marcatori | 16’, 26’, 29’ Viani 66’ Nehadoma |

| Arbitro: | Mazza (Casale M.) |

|  |           |             |
|  | Marcatori | 88’ Demaría |

| Arbitro: | Sassi (Roma) |

|                                                         |           |  |
| Demaría 9’, 44’ Meazza 57’ De Manzano 59’ Serantoni 83’ | Marcatori |  |

| Milano 24 dicembre 1933 15ª giornata | Ambrosiana-Inter      | 0 – 0 | Torino | Arena Civica\| Arbitro: \| Beretta (Novi Ligure) \| |
| Arbitro:                             | Beretta (Novi Ligure) |       |        |                                                     |

| Arbitro: | Levrero (Genova) |

|              |           |              |
| Reggiani 42’ | Marcatori | 45’ Levratto |

| Arbitro: | Scarpi (Dolo) |

|           |           |              |
| Borel 20’ | Marcatori | 24’ Levratto |

#### Girone di ritorno
| Arbitro: | Turbiani (Ferrara) |

|  |           |            |
|  | Marcatori | 29’ Frione |

| Arbitro: | Ciamberlini (Genova) |

|                            |           |  |
| Serantoni 62’ Levratto 76’ | Marcatori |  |

| Arbitro: | Mastellari (Bologna) |

|               |           |           |
| Vojak 1’, 69’ | Marcatori | 77’ Viani |

| Arbitro: | Gonani (Ravenna) |

|             |           |  |
| Demaría 76’ | Marcatori |  |

| Arbitro: | Mazzarini (Roma) |

|  |           |                          |
|  | Marcatori | 67’ Meazza 80’ Serantoni |

| Arbitro: | Bertoli (Vicenza) |

|                        |           |           |
| Meazza 22’ Demaría 77’ | Marcatori | 12’ Rocco |

| Arbitro: | Corradini (Bologna) |

|              |           |                       |
| Levratto 25’ | Marcatori | 4’ Ferrara 69’ Busoni |

| Arbitro: | Bologna (Bologna) |

|           |           |                        |
| Rossi 58’ | Marcatori | 71’ Demaría 79’ Meazza |

| Arbitro: | Mattea (Torino) |

|                                                                                              |           |                    |
| Agosteo 20’, 26’ (rig.) Demaría 21’, 50’ Serantoni 38’ Meazza 63’, 83’ (rig.) De Manzano 74’ | Marcatori | 48’ (rig.) Guarisi |

| Genova 25 marzo 1934 31ª giornata | Genova 1893        | 0 – 0 | Ambrosiana-Inter | Stadio Luigi Ferraris\| Arbitro: \| Turbiani (Ferrara) \| |
| Arbitro:                          | Turbiani (Ferrara) |       |                  |                                                           |

| Torino 1º aprile 1934 27ª giornata | Juventus          | 0 – 0 | Ambrosiana-Inter | Stadio Benito Mussolini\| Arbitro: \| Bologna (Bologna) \| |
| Arbitro:                           | Bologna (Bologna) |       |                  |                                                            |

| Arbitro: | Scarpi (Dolo) |

|                             |           |  |
| Corsi 66’ (aut.) Masera 79’ | Marcatori |  |

| Arbitro: | Trieste (Genova) |

|                    |           |  |
| Agosteo 81’ (rig.) | Marcatori |  |

| Arbitro: | Mattea (Torino) |

|                |           |  |
| Viani (II) 23’ | Marcatori |  |

| Milano 22 aprile 1934 30ª giornata | Ambrosiana-Inter   | 0 – 0 | Roma | Arena Civica\| Arbitro: \| Turbiani (Ferrara) \| |
| Arbitro:                           | Turbiani (Ferrara) |       |      |                                                  |

| Arbitro: | Mazzarini (Roma) |

|                                        |           |                 |
| Gruden 38’, aut’ Demaría 44’ Pitto 61’ | Marcatori | 75!rig’ Scarone |

| Arbitro: | Dattilo (Roma) |

|             |           |  |
| Zacconi 16’ | Marcatori |  |

### Coppa dell'Europa Centrale

#### Ottavi di finale
| Arbitro: | Alois Beranek |

|                      |           |            |
| Bubenicek 88’ (rig.) | Marcatori | 27’ Meazza |

| Arbitro: | Miesz |

|                 |           |                                    |
| Meazza 10’, 48’ | Marcatori | 41’ (rig.) Bubenicek 54’, 84’ Kloz |

## Statistiche
Statistiche aggiornate al 24 giugno 1934.

### Statistiche di squadra
| Competizione               | Punti | In casa | In casa | In casa | In casa | In casa | In casa | In trasferta | In trasferta | In trasferta | In trasferta | In trasferta | In trasferta | Totale | Totale | Totale | Totale | Totale | Totale | D.R. |
| Competizione               | Punti | G       | V       | N       | P       | Gf      | Gs      | G            | V            | N            | P            | Gf           | Gs           | G      | V      | N      | P      | Gf     | Gs     | D.R. |
| -------------------------- | ----- | ------- | ------- | ------- | ------- | ------- | ------- | ------------ | ------------ | ------------ | ------------ | ------------ | ------------ | ------ | ------ | ------ | ------ | ------ | ------ | ---- |
| Serie A                    | 49    | 17      | 13      | 2       | 2       | 48      | 13      | 17           | 7            | 7            | 3            | 18           | 11           | 34     | 20     | 9      | 5      | 66     | 24     | 42   |
| Coppa dell'Europa Centrale | -     | 1       | 0       | 0       | 1       | 2       | 3       | 1            | 0            | 1            | 0            | 1            | 1            | 2      | 0      | 1      | 1      | 3      | 4      | −1   |
| Totale                     | -     | 18      | 13      | 2       | 3       | 50      | 16      | 18           | 7            | 8            | 3            | 19           | 12           | 36     | 20     | 10     | 6      | 69     | 28     | 41   |

### Statistiche dei giocatori
Presenze e reti in campionato.
| Giocatore       | Serie A  | Serie A | Coppa Europa Centrale | Coppa Europa Centrale | Totale   | Totale |
| Giocatore       | Presenze | Reti    | Presenze              | Reti                  | Presenze | Reti   |
| --------------- | -------- | ------- | --------------------- | --------------------- | -------- | ------ |
| P. Agosteo      | 33       | 3       | 2                     | 0                     | 35       | 3      |
| L. Allemandi    | 30       | 0       | 2                     | 0                     | 32       | 0      |
| G. Ballerio     | 5        | 0       | 0                     | 0                     | 5        | 0      |
| G. Battistoni   | 0        | 0       | 2                     | 0                     | 2        | 0      |
| A. Castellazzi  | 33       | 1       | 1                     | 0                     | 34       | 1      |
| C. Ceresoli     | 34       | -24     | 2                     | -4                    | 36       | -28    |
| R. De Manzano   | 14       | 2       | 0                     | 0                     | 14       | 2      |
| A. Demaría (I)  | 31       | 12      | 2                     | 0                     | 33       | 12     |
| F. Demaría (II) | 3        | 0       | 1                     | 0                     | 4        | 0      |
| R. Faccio       | 32       | 0       | 0                     | 0                     | 32       | 0      |
| F. Frione       | 21       | 5       | 2                     | 0                     | 23       | 5      |
| V.F. Levratto   | 30       | 6       | 0                     | 0                     | 30       | 6      |
| N. Masera       | 10       | 1       | 0                     | 0                     | 10       | 1      |
| G. Mazzoni      | 0        | 0       | 2                     | 0                     | 2        | 0      |
| G. Meazza       | 32       | 21      | 2                     | 3                     | 34       | 24     |
| A. Pitto        | 28       | 3       | 2                     | 0                     | 30       | 3      |
| V. Rovelli      | 2        | 0       | 0                     | 0                     | 2        | 0      |
| P. Serantoni    | 27       | 9       | 0                     | 0                     | 27       | 9      |
| E. Vecchi       | 0        | 0       | 2                     | 0                     | 2        | 0      |
| G. Viani        | 9        | 1       | 0                     | 0                     | 9        | 1      |